# Мальчик
Мальчик е девети сингъл на руската поп-група Серебро. Издаден е на 13 юни 2012 г.

## Обща информация
Версията на английски език, озаглавена „Gun“, е включена в списъка с песните в „Mama Lover“, който е издаден в Европа от Columbia Records». Издаването на „Gun“ е на 28 септември 2012 г.
„Мальчик“ е включена в програмата за концерт на групата веднага след излизането ѝ – на 15 юни 2012 г. в Санкт Петербург. На 28 юли заедно с DJ Mos е изпълнена на фестивалът „Европа Плюс на живо 2012“ на стадион Лужники, като събитието се излъчва на живо по телевизионния канал Муз-ТВ. Версията „Gun“ Серебро я изпълнява по време на турнето си в Европа, започнало на 21 юни 2012 г. На 12 август 2012 участват на фестивалът „Battiti Live“ в Манфредония, Италия, като фестивала е излъчван по телевизионния канал Telenorba 7.

## Песни
„Мальчик“ дигитално сваляне
(достъпно на сайта на групата)
1. „Мальчик“ – 4:09

„Gun“ дигитален сингъл
1. „Gun“ – 4:10
2. „Gun“ (радио версия) – 3:04

„Gun“ ремикси
1. „Gun“ (ремикс на Time Takers) – 7:08
2. „Gun“ (ремикс на Mobin Master Vs Tate Strauss) – 5:11
3. „Gun“ (инструментал Mobin Master Vs Tate Strauss Instrumental) – 5:11

„Gun“ европейски CD сингъл
1. „Gun“ (оригинална версия) – 4:09
2. „Gun“ (ремикс на Time Takers) – 7:08
3. „Gun“ (ремикс на Mobin Master Vs Tate Strauss Remix) – 5:11
4. „Gun“ (инструментал Mobin Master Vs Tate Strauss Instrumental) – 5:11
5. „Gun“ (радио версия) – 3:04

## Дати на издаване
| Регион               | Дата                 | Формат                             | Лейбъл               |
| -------------------- | -------------------- | ---------------------------------- | -------------------- |
| ОНД                  | 13 юни 2012 г.       | Радио, дигитално сваляне           | Monolit Records      |
| Испания              | 2 юли 2012 г.        | Радио, дигитално сваляне           | Roster Music         |
| Италия               | 24 септември 2012 г. | Промо CD, радио, дигитално сваляне | EGO Records          |
| По света             | 28 септември 2012 г. | Дигитално сваляне                  | Columbia Records     |
| САЩ / Великобритания | 1 октомври 2012 г.   | Дигитално сваляне                  | Ultra Records & AATW |

## Позиции в класациите
| Страна/територия (Класация)        | Най-добра позиция |
| ---------------------------------- | ----------------- |
| ОНД (Tophit Общ Топ-100)           | 124               |
| ОНД (Tophit Топ-100 по заявки)     | 21                |
| Украйна (Tophit Украински Топ-100) | 45                |
| Украйна (Tophit Киевски Топ-100)   | 48                |
| Русия (2М Топ 10. дигитално)       | 10                |
| Латвия                             | 17                |
| Италия                             | 23                |
| Чехия                              | 67                |
| Гърция (радиокласация)             | 13                |
| Мексико                            | 47                |
| Сърбия ТОП-50                      | 36                |
| Полша ТОП-30 Видео                 | 25                |
| Полски Dance chart                 | 36                |
| Япония Itunes Dance                | 78                |
| Испания Itunes Dance               | 5                 |
| Италия Itunes Dance                | 1                 |
| Великобритания Lest Week           | 5                 |
| Великобритания UK MIX              | 6                 |
| Великобритания Energy98            | 1                 |
| Великобритания Music Week          | 6                 |
| Euro Club Top 100                  | 23                |